# Mikiel Gonzi
Mikiel Gonzi (13 mei 1885 - 22 januari 1984) was een Maltees bisschop van de Rooms-Katholieke Kerk.

## Biografie
Gonzi werd in 1908 tot priester gewijd. In 1924 werd hij tot bisschop gewijd door paus Pius XI van Gozo. In 1943 werd Gonzi hulpbisschop van Malta. De aartsbisschop van Malta, Mauro Caruana, overleed enkele maanden later, zodat Gonzi de nieuwe aartsbisschop werd. Dit zou hij doen tot hij in 1976 op 91-jarige leeftijd in emeritaat ging. 
Gonzi overleed in 1984 op 98-jarige leeftijd.